# Meragisa semifulva
Meragisa semifulva är en fjärilsart som beskrevs av Druce 1905. Meragisa semifulva ingår i släktet Meragisa och familjen tandspinnare. Inga underarter finns listade i Catalogue of Life.